# Eddie Booker
Eddie Booker est un boxeur américain né le 5 novembre 1917 au Texas et mort le 26 janvier 1975.

## Carrière
Passé professionnel en 1935, il boxe en poids moyens et remporte en 1941 le titre de champion de Californie. Booker compte également des victoires de prestige contre Lloyd Marshall, Frankie Nelson, Archie Moore et Holman Williams. Il met un terme à sa carrière en 1944 sur un bilan de 66 victoires, 5 défaites et 13 matchs nuls.

## Distinction
- Eddie Booker est honoré à titre posthume par l'International Boxing Hall of Fame en 2017.